# Loinbo Kangri
Loinbo Kangri (kinesiska: Lengbu Gangri, 冷布岗日) är en bergstopp i Kina. Den ligger i den autonoma regionen Tibet, i den sydvästra delen av landet, omkring 610 kilometer väster om regionhuvudstaden Lhasa. Toppen på Loinbo Kangri är 5 139 meter över havet.
Trakten runt Loinbo Kangri är nära nog obefolkad, med mindre än två invånare per kvadratkilometer. Trakten runt Loinbo Kangri består i huvudsak av gräsmarker.
Genomsnittlig årsnederbörd är 723 millimeter. Den regnigaste månaden är juli, med i genomsnitt 192 mm nederbörd, och den torraste är april, med 11 mm nederbörd.